# 三棘河蟾魚
三棘河蟾魚（学名：Potamobatrachus trispinosus），為輻鰭魚綱蟾魚目蟾魚科河蟾魚屬的其中一種，該物種分布於南美洲亞馬遜河流域，體長可達5公分，為底棲性魚類。

## 外部連結
- 三棘河蟾魚的圖片[永久]